# 本因坊秀策囲碁まつり
本因坊秀策囲碁まつり（ほんいんぼうしゅうさくいごまつり）は、本因坊秀策を記念して、その生地である広島県因島市（2005年まで）、尾道市で、年2回開催されるイベント。指導碁、尾道市市民囲碁大会（クラス別競技会）などが行われ、2002年からは、因島市が1997年に囲碁を市技として制定した5周年事業として、プロとアマチュアの棋士によるトーナメント戦本因坊秀策杯、2012年からは女流秀策杯のトーナメントが開始された。因島市・尾道市囲碁のまちづくり推進協議会開催。

## 本因坊秀策杯
2002年第45回より開始。プロ棋士8名と予選を勝抜いたアマチュア8名によるトーナメント戦。公開対局で行われる。対局はコミ6目半、持ち時間なし1手30秒未満+1分単位で10回考慮時間あり
- 優勝賞金 100万円と因島備南酒造の日本酒「本因坊秀策」1年分

### 優勝者と決勝戦
（左が優勝者）
- 第1回 2002年（7月28日）山田規三生 - 清成哲也
- 第2回 2003年（1月26日）小西和子 - 芦田磯子
- 第3回 2003年（7月27日）大矢浩一 - 羽根直樹
- 第4回 2004年（1月25日）石田篤司 - 仲邑信也
- 第5回 2004年（7月25日）結城聡 - 青木紳一
- 第6回 2005年（1月23日）藤井秀哉 - 岩井竜一
- 第7回 2005年（7月31日）村川大介 - 石田篤司
- 第8回 2006年（1月29日）坂井秀至 - 松本武久
- 第9回 2006年（7月30日）蘇耀国 - 西村慶二
- 第10回 2007年（1月28日）林子淵 - 清成哲也
- 第11回 2007年（7月29日）中小野田智己 - 倉橋正行
- 第12回 2008年（7月20日）坂井秀至 - 田中伸拓
- 第13回 2009年（7月19日）秋山次郎 - 大矢浩一
- 第14回 2010年（7月25日）蘇耀国 - 工藤紀夫
- 第15回 2011年（7月10日）鶴山淳志 - 石田篤司
- 第16回 2012年（7月8日） 孫喆 - 下島陽平
- 第17回 2013年（7月14日） 許家元 - 中野寛也
- 第18回 2014年（7月13日） 結城聡 - 首藤瞬
- 第19回 2015年（7月12日） 蘇耀国 - 中野寛也
- 第20回 2016年（7月10日） 鶴田和志 - 潘善琪
- 第21回 2017年（7月9日） 洪爽義 - 田中伸幸
- 2018年 因島大橋が閉鎖されたためイベント中止
- 第22回 2019年（8月4日） 許家元 - 結城聡
- 2020-2021年 新型コロナウイルス感染症の流行により開催中止
- 第23回 2022年（8月7日） 酒井佑規 - 金秀俊
- 第24回 2023年（7月9日） 李章元アマ - 安達利昌
- 第25回 2024年（8月4日） 辻篤仁 - 村本渉
- 第26回 2025年（7月27日）表悠斗 – 牛栄子

## 女流秀策杯
2012年第60回から開始。女流プロ棋士8名と予選を勝抜いた女流アマチュア8名によるトーナメント戦。公開対局で行われる。
- 優勝賞金 50万円

### 優勝者と決勝戦
（左が優勝者）
- 第1回 2012年（1月29日）万波奈穂 - 矢代久美子
- 第2回 2013年（1月27日）万波奈穂 - 種村小百合
- 第3回 2014年（1月26日）藤沢里菜 - 小西和子
- 第4回 2015年（1月25日）藤沢里菜 - 星合志保
- 第5回 2016年（1月31日）加藤啓子 - 金子真季
- 第6回 2017年（3月19日）小西和子 - 三村芳織
- 第7回 2018年（3月18日）上野愛咲美 - 青葉かおり
- 第8回 2019年（3月19日）上野愛咲美 - 西山静佳
- 2020-2022年 新型コロナウイルス感染症の流行によりイベント中止
- 第9回 2023年（3月19日）大須賀聖良 - 辰己茜
- 第10回 2024年（3月17日）加藤千笑 - 出口万里子
- 第11回 2025年（3月16日）高山希々花 - 王アマ